# Atipat Rojanapaibulya
Atipat Rojanapaibulya (thailändisch อธิพัทธ์ โรจนไพบูลย์) ist ein thailändischer Diplomat.
1990 trat er in die Dienste des thailändischen Außenministeriums. Neben dem Dienst im Ministerium war er N den Auslandsvertretungen Thailands in Seoul, New York, Jakarta und Tel Aviv tätig. Bis 2023 war Atipat Generalkonsul Thailands im laotischen Savannakhet.
Am 6. März 2024 übergab Atipat seine Akkreditierung als thailändischer Botschafter in Osttimor.